# 承林
承林（1497年—？年），字茂卿，號南江，直隸德州衛官籍，南直隸江陰縣人，十二月二十九日生，行二，治《書經》，明朝政治人物。

## 生平
由州學生中式嘉靖十年（1531年）辛卯科山東鄉試第十五名舉人，年三十六歲中式嘉靖十一年（1532年）壬辰科會試第二百六十七名，第三甲第一百五十八名進士。觀都察院政，授河南固始縣知縣，復除陽武縣，卒于官。

## 家族
曾祖承貴；祖承玉；父承玘；母宋氏。具慶下。兄雄，弟勇。子三錫。